# Microfilamento

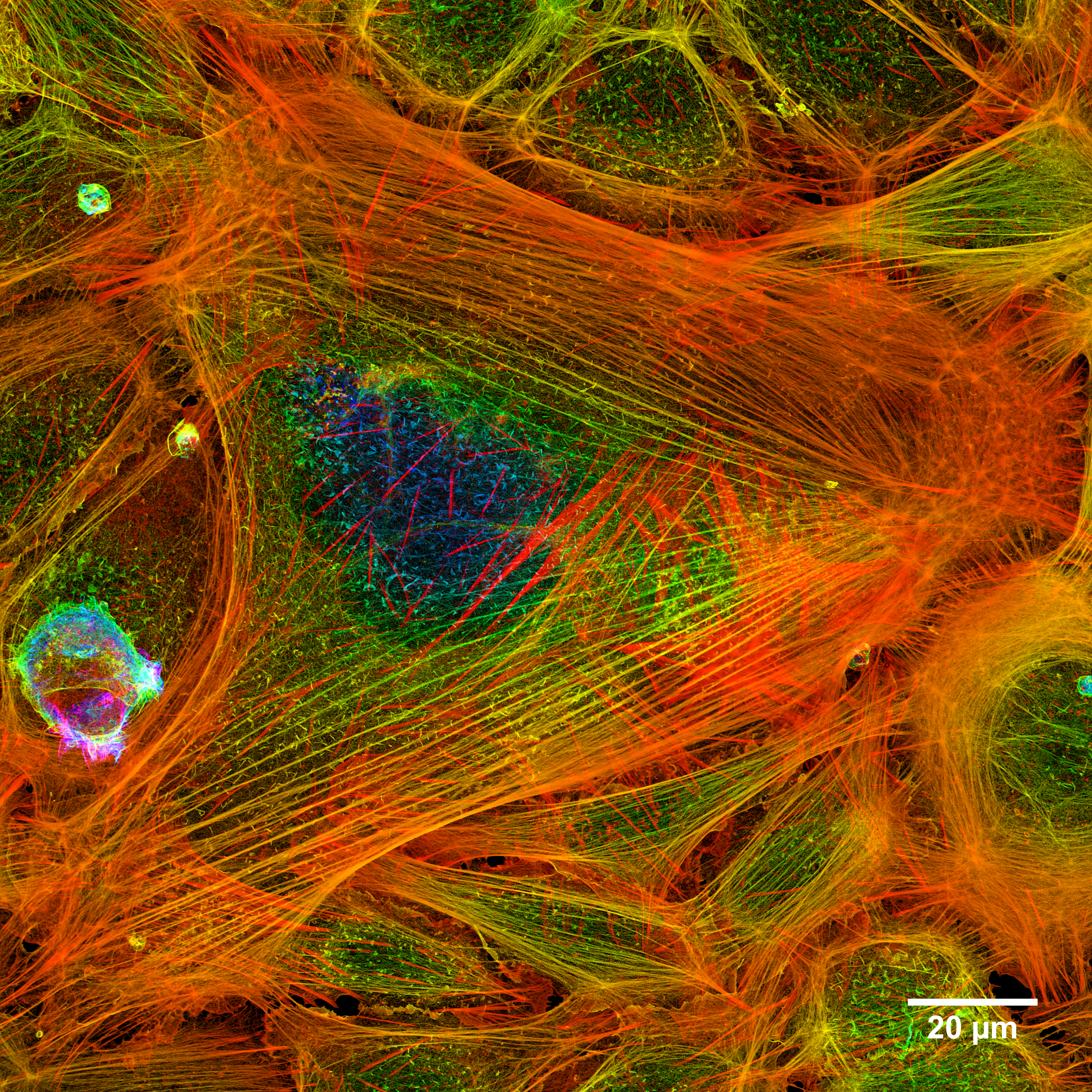
Microfilamentos de actina en el interior de una célula eucariota.

Los microfilamentos son finas fibras de proteínas globulares de 3 a 7 nm de diámetro que le dan soporte a la célula. Los microfilamentos forman parte del citoesqueleto y están compuestos predominantemente de una proteína contráctil llamada actina. Estos se sitúan en la periferia de la célula y se sintetizan desde puntos específicos de la membrana celular. Su función principal es la de darle estabilidad a la célula, le dan la estructura y el movimiento. Solo están presentes en células de organismos supracelulares.
La asociación de los microfilamentos con la proteína miosina es la responsable por la contracción muscular. Los microfilamentos también pueden llevar a cabo movimientos celulares, incluyendo desplazamiento, contracción y citocinesis.

## Organización
Los microfilamentos forman distintas proyecciones según la situación de la célula:
- Proyecciones dinámicas:

a.- Lamelipodios (con forma de lámina) y filopodios (forma filamentosa y que censa el ambiente para decidir si la célula avanza o no), que son estructuras que protruyen de la membrana celular y que permiten el movimiento de la célula.
Los lamelopodios son las bases citoplasmáticas que asegura la proyección de los filopodios que son proyecciones microfilamentosas. Son básicamente de células epiteliales que se desplazan sobre la membrana basal respectiva, y constituye la dinámica celular.
b.- Anillo contráctil: se forma cuando se está dividiendo la célula, una vez que los cromosomas se han separado, y estrangula la célula para dividirla en dos.
- Proyecciones estables: permanecen en el tiempo. Son por ejemplo, los paquetes de estereocilios (están en la superficie de las células pilosas del oído interno) u otros arreglos que permiten la contracción muscular.

## Polimerización de microfilamentos
Está situada en los bordes de la célula por lo tanto desde ahí se polimeriza. Comienza como respuesta a señales externas que le dicen a la célula la forma que tiene que adoptar. Lo primero que se forma es una especie de capuchón formado por proteínas especiales que son la ARP2 y la ARP3, junto con otras proteínas que fortalecen este capuchón y que forman el complejo ARP (proteína relacionada con actina). A partir del capuchón se unen los monómeros de actina para formar los protofilamentos. El extremo negativo (-) tiene el capuchón, por lo que el filamento crece únicamente hacia el extremo positivo (+) por adición de nuevos monómeros.
- Datos: Q329638
- Multimedia: Microfilaments / Q329638